# Землетрус на Гаїті (2010)

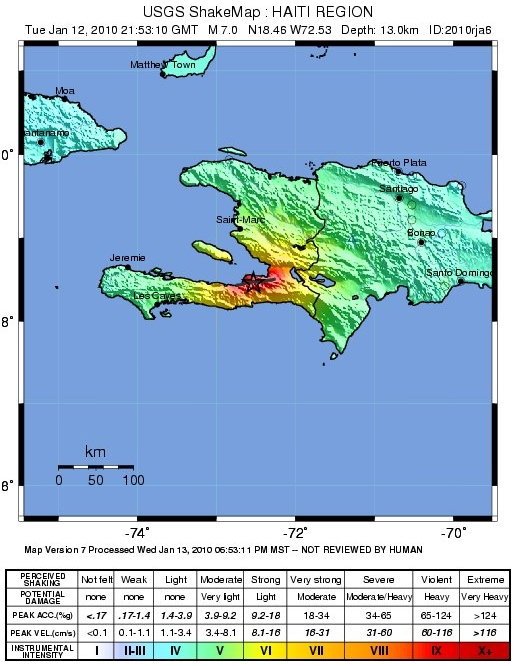
Мапа інтенсивності землетрусу на острові Гаїті, дані Геологічної служби США (USGS).

Землетру́с на Гаї́ті 2010 ро́ку — сильний землетрус на острові Гаїті, який стався 12 січня о 16 годині 53 хвилини за місцевим часом (UTC-5).

## Загальна характеристика
Епіцентр розташований за 22 км на південний схід від столиці Республіки Гаїті міста Порт-о-Пренс, гіпоцентр залягав на глибині 13 км. Жертвами землетрусу стали від 250 тисяч до 300 тисяч осіб. Такі цифри 23 квітня озвучив глава місії ООН на острові Едмон Мюле. До цього гаїтянський уряд оцінював кількість жертв у 220 тисяч осіб. За його словами, 300 тисяч людей отримали поранення і понад мільйон лишилися без притулку. Збиток від природного катаклізму становив близько 9 мільярдів доларів. 3 млн осіб залишились без питної води та їжі.
Коливання відчувалися по всій країні, а також у Домініканській Республіці, на островах Теркс і Кайкос, на південному сході Куби, на сході Ямайки, в деяких частинах Пуерто-Рико і Багамських островів, а також у містах Тампа, Флорида (США) і Каракас (Венесуела).
Після основного поштовху силою в 7 магнітуд за шкалою Ріхтера було зареєстровано ще близько 14 повторних поштовхів силою 5 балів, у тому числі 5,9 і 5,8 бала.
Сейсмічна активність стала результатом накопичення сейсмічної енергії між Карибською і Північноамериканської літосферними плитами.
Останній руйнівний землетрус на Гаїті відбувся 1751 року .

## Наслідки

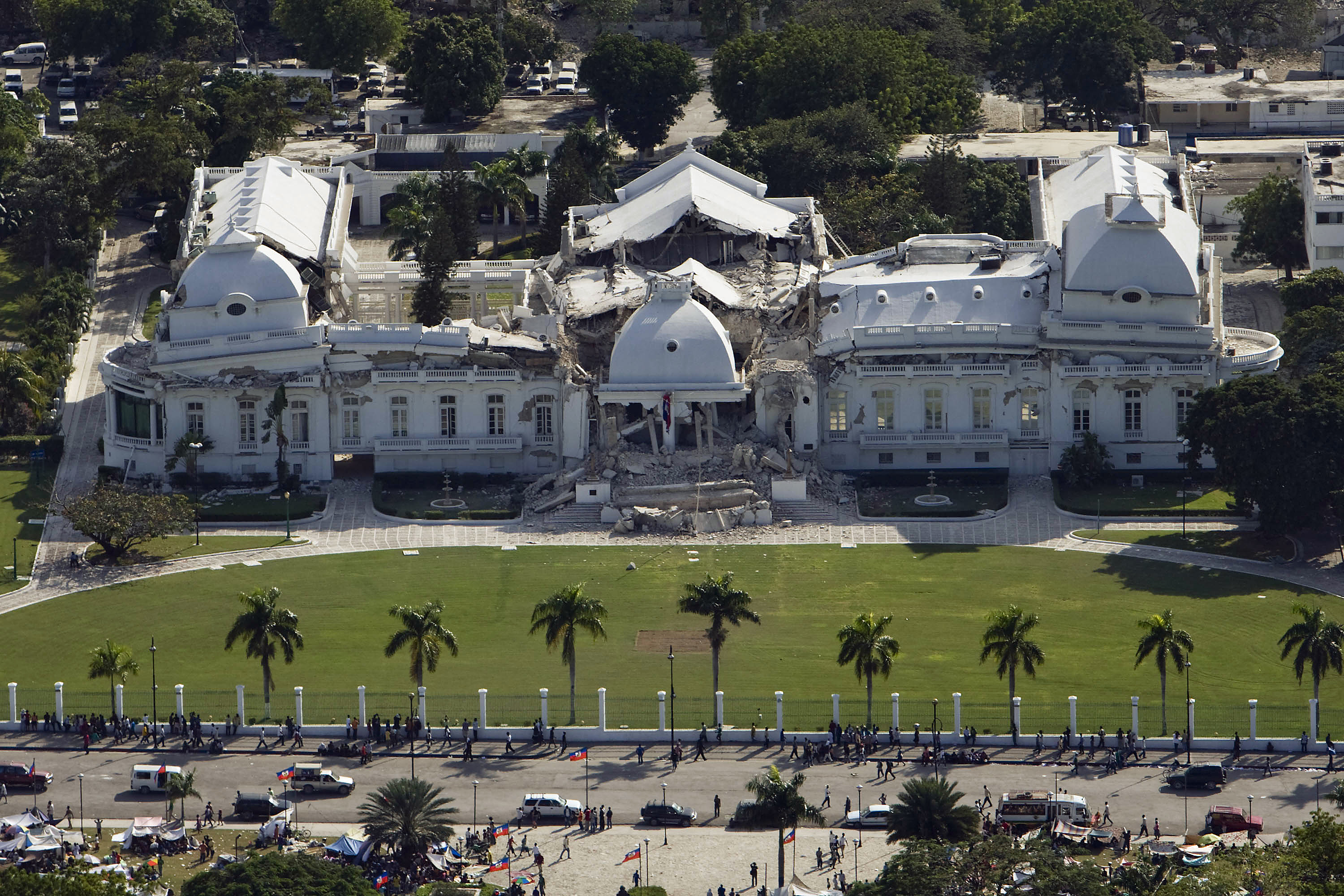
Зруйнований Президентський палац на Гаїті.

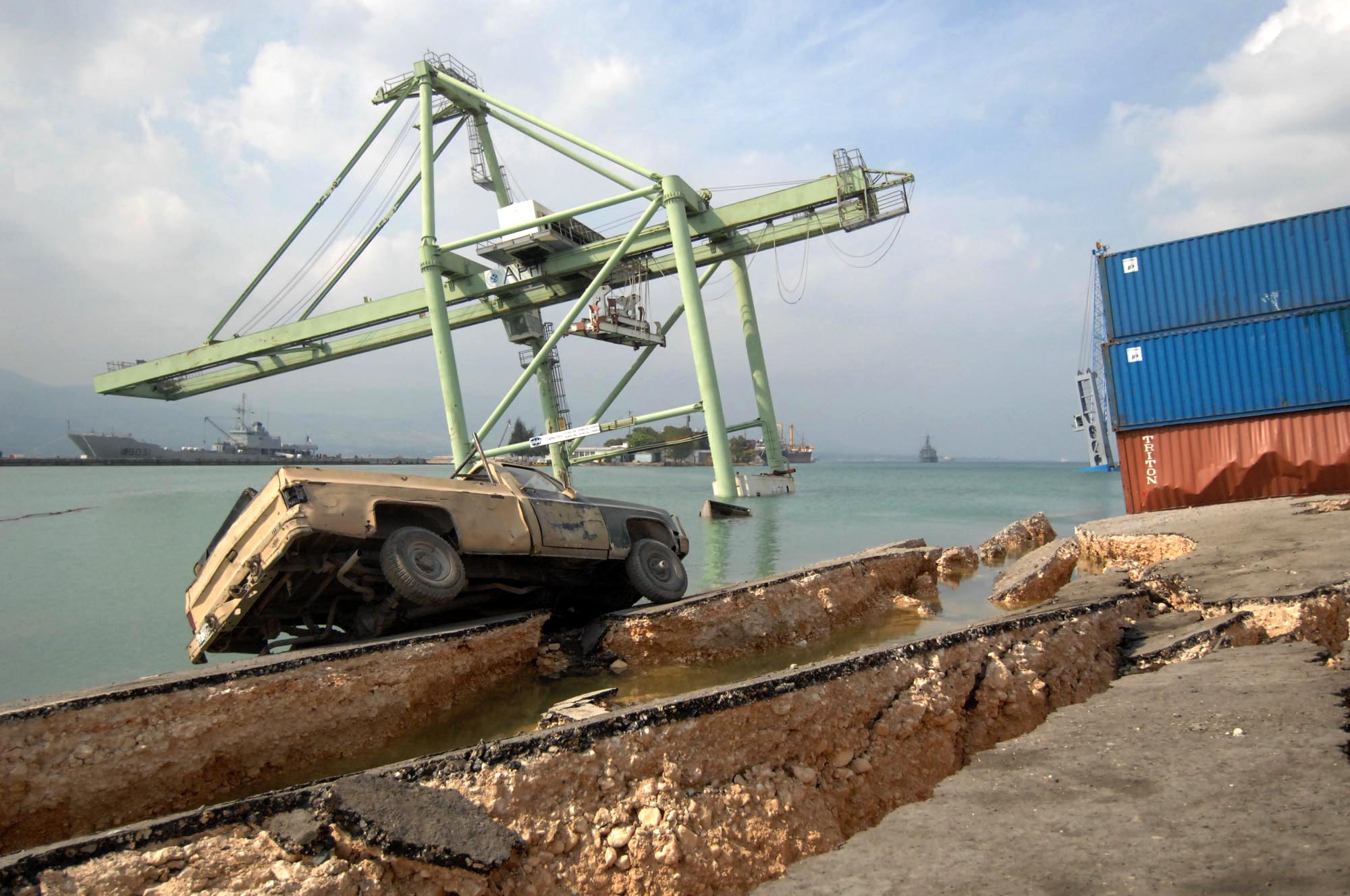
Портовий кран у Порт-о-Пренсі

За кількістю жертв це найсильніший землетрус в історії всієї Америки, а також найбільш руйнівний землетрус XXI століття у світі.
У столиці Гаїті Порт-о-Пренсі зруйновано тисячі житлових будинків і практично всі шпиталі. Зруйновано Національний палац, будинки Міністерства фінансів, Міністерства суспільних робіт, Міністерства зв'язку та культури і кафедральний собор.
Аерофотозйомка показує, що столицю країни (2,5 млн осіб) практично зруйновано, інші райони країни постраждали не так сильно.
Зникли безвісти понад 100 співробітників місії ООН (MINUSTAH). Глава місії ООН в цій країні Хеді Аннабі (фр. Hédi Annabi) загинув, про що повідомлено 17 січня.
Повідомляють про жертви серед громадян Аргентини, Бразилії, Китаю, Йорданії, Ватикану та інших країн.
Водоводи в столиці зруйновано. Є проблеми із забезпеченням питною водою. Дороги заблокували завали. Є випадки мародерства. Трупи вивозять вантажівками. Будинок тюрми зруйновано.
За підрахунками, землетрус забрав життя до 316 000 людей, 300 000 отримали поранення.

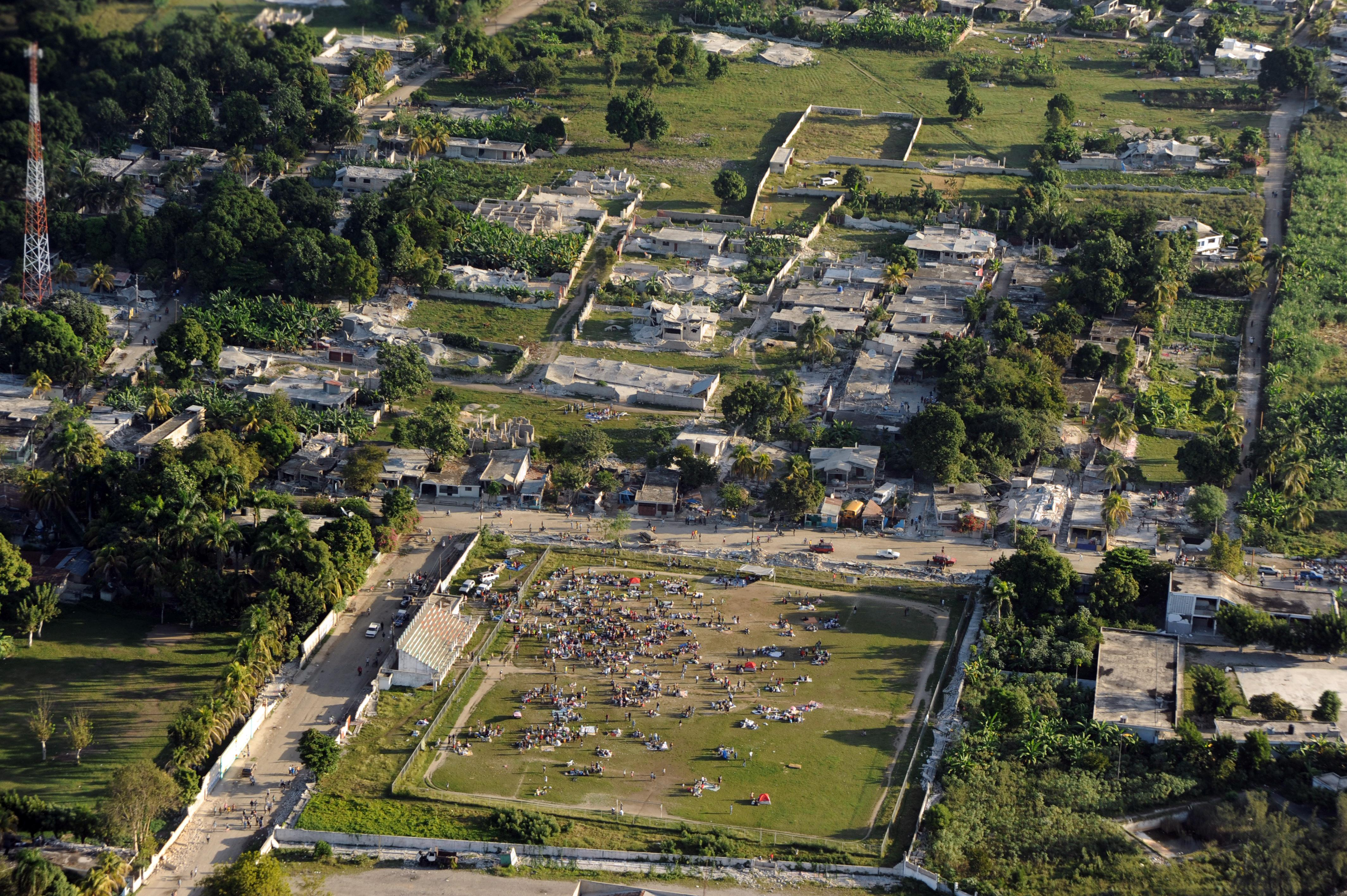
Руйнування в Порт-о-Пренсі
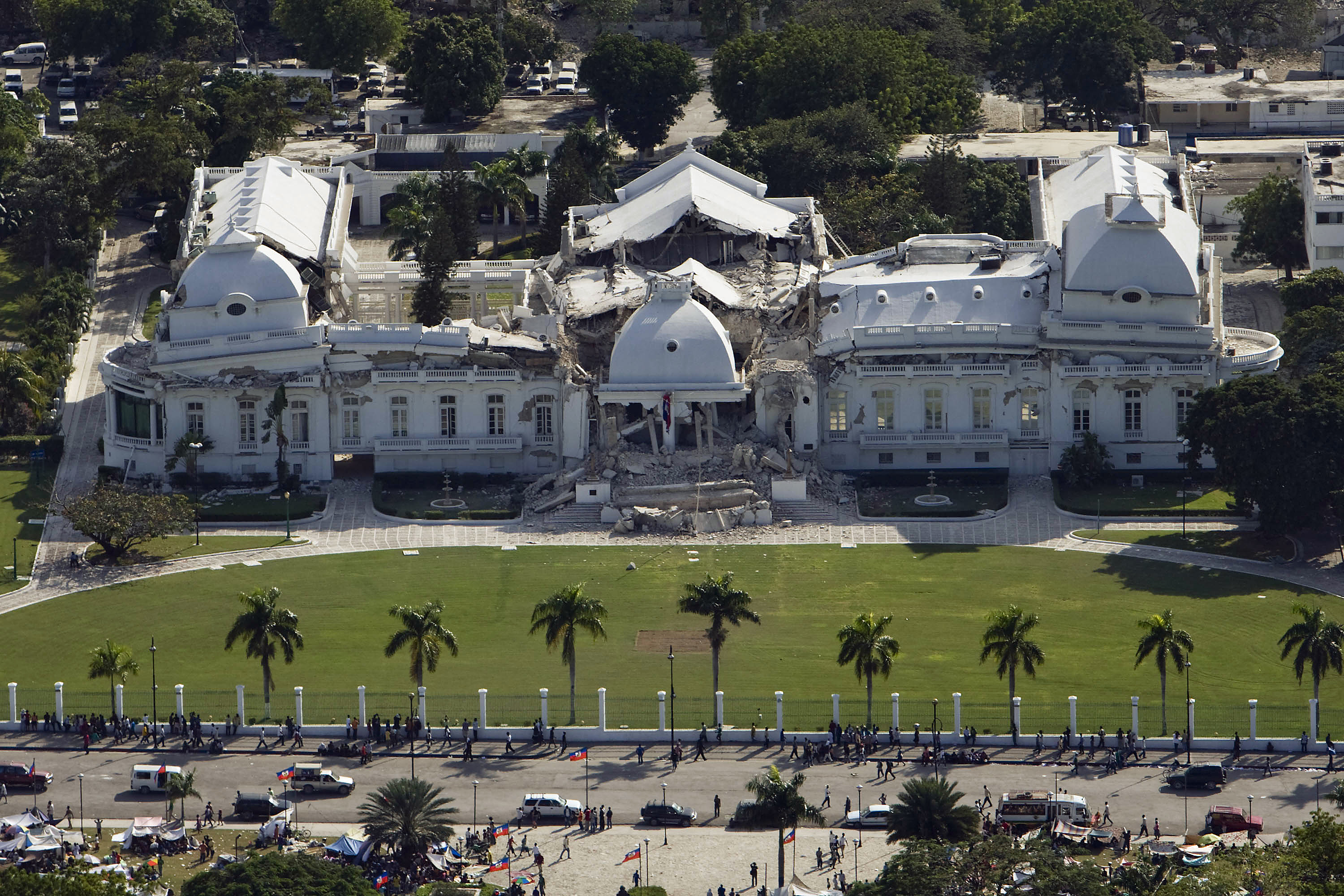
Президентський палац після землетрусу
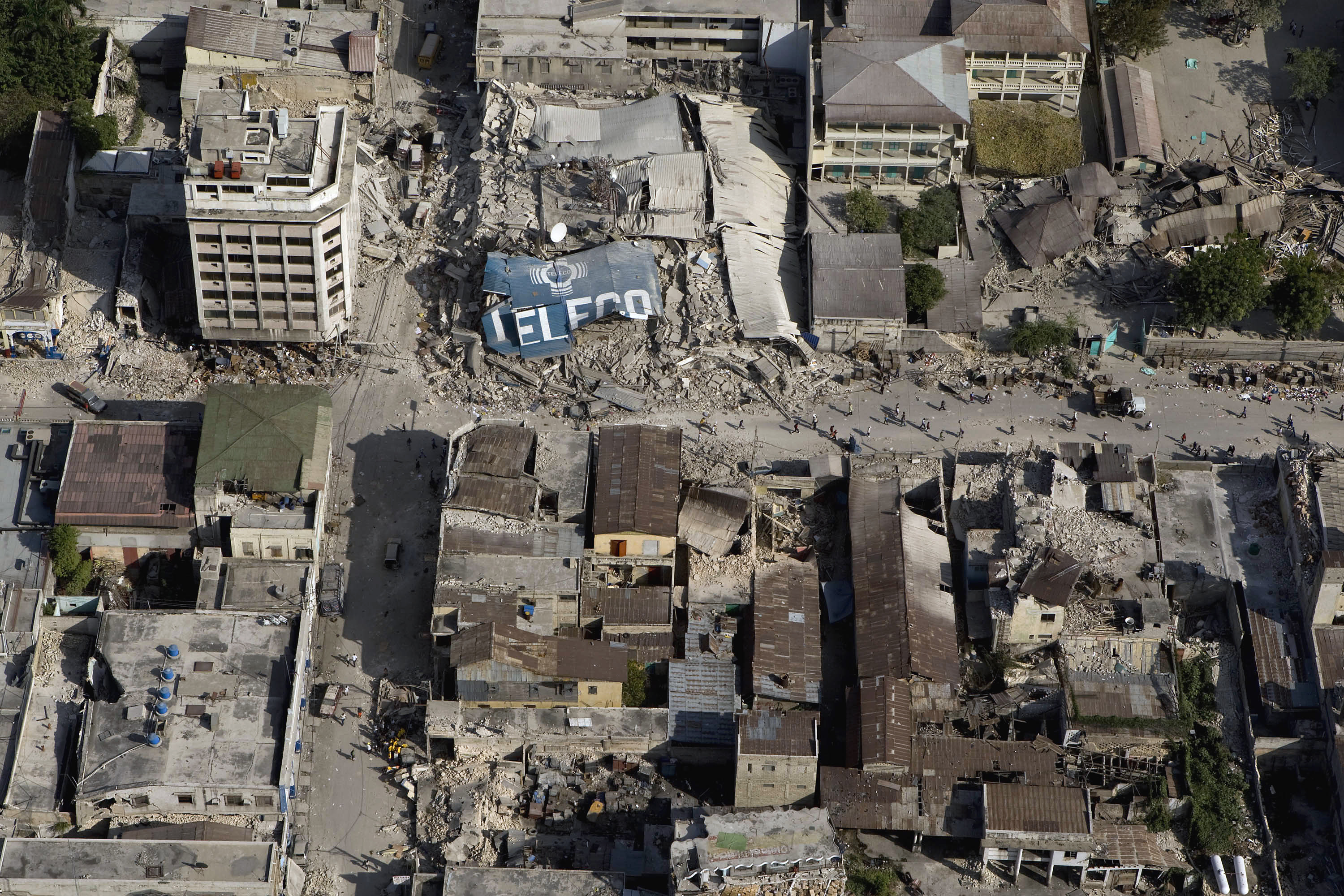
Руйнування в центрі столиці Порт-о-Пренс
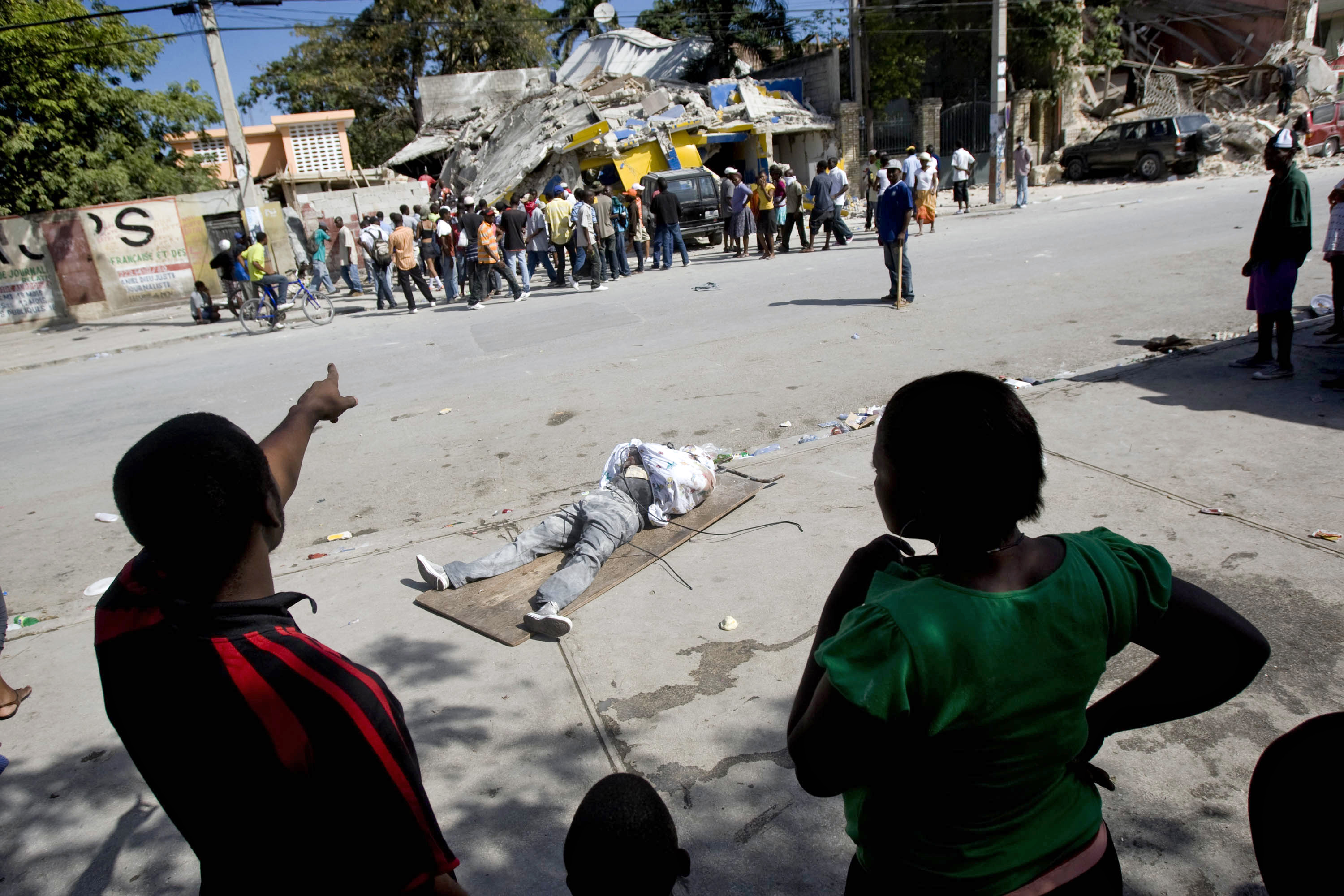
Мешканці столиці
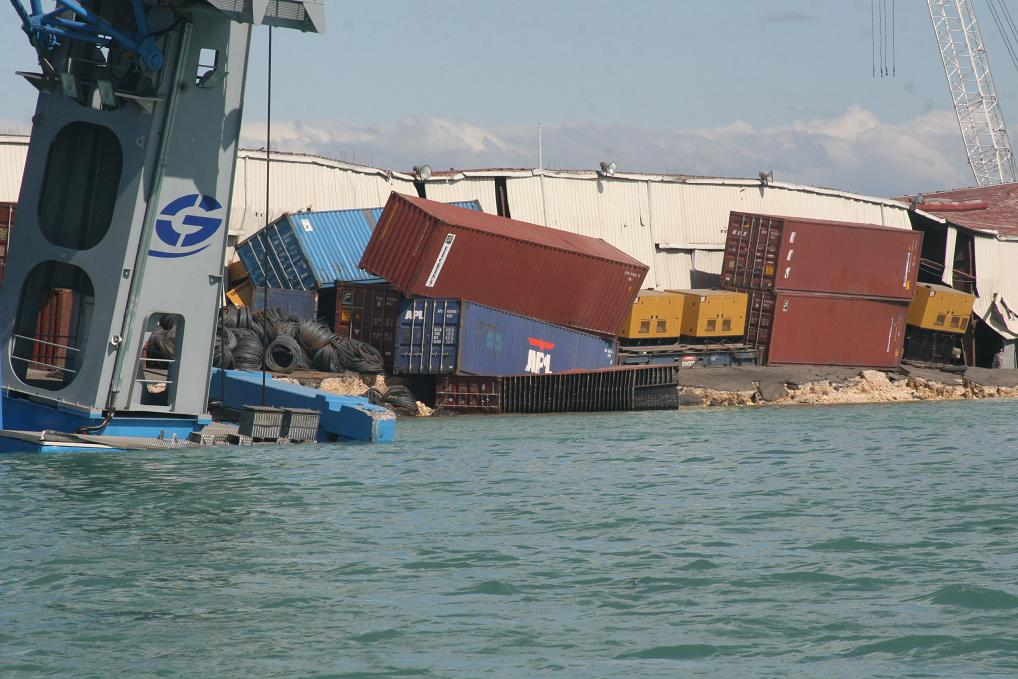
Руйнування причалу в порту Порт-о-Пренса
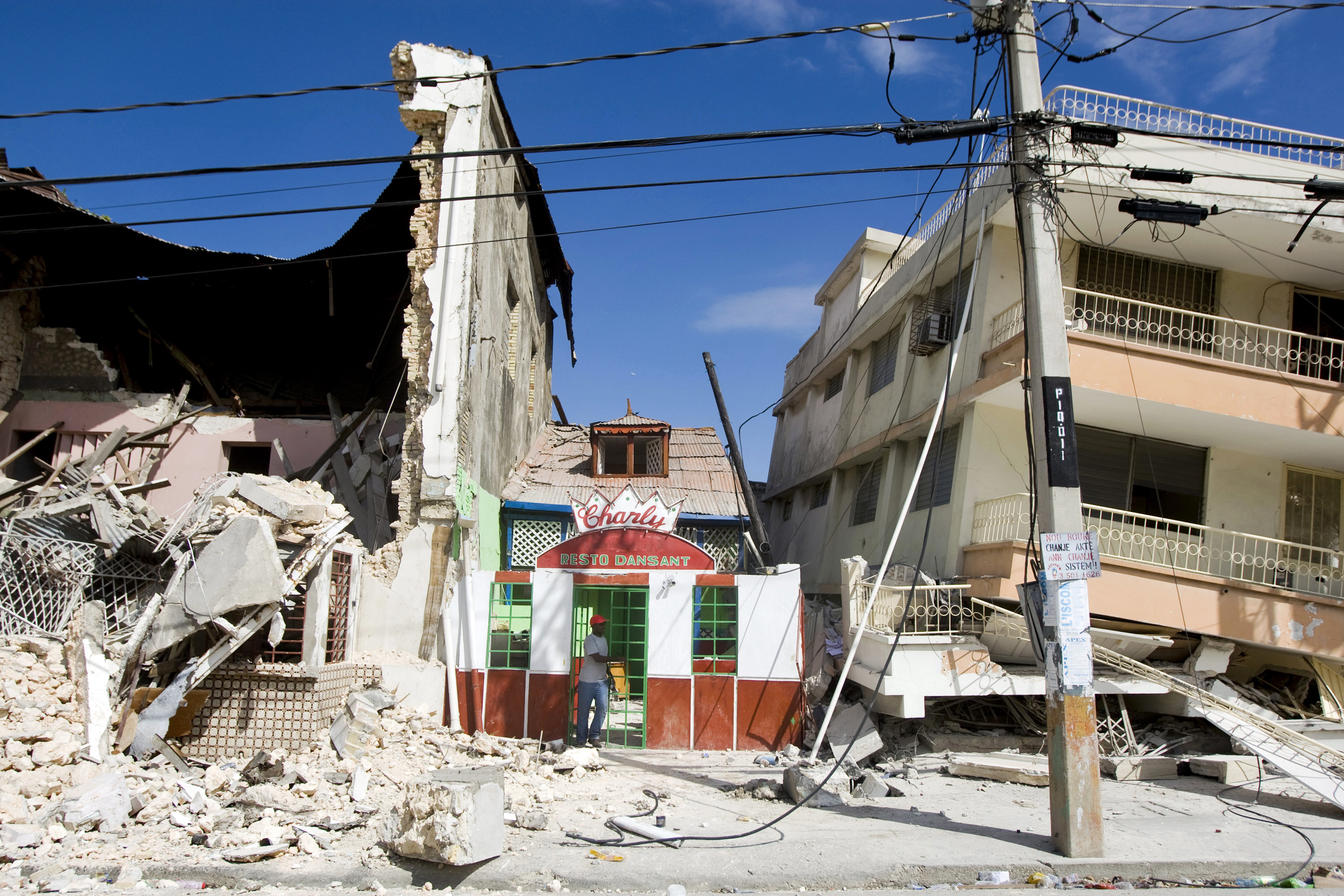
Зруйнований ресторан в Порт-о-Пренсі
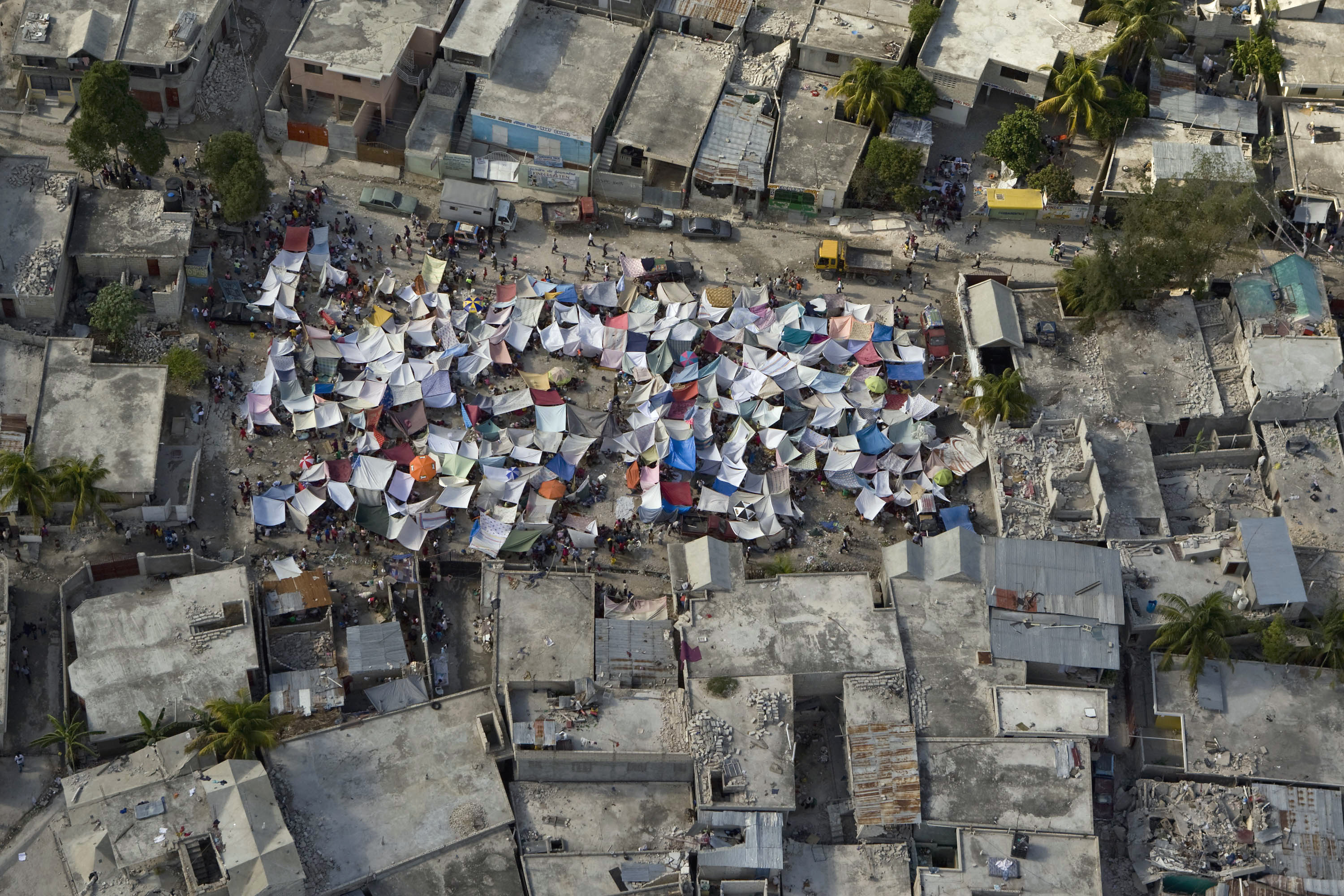
Наметові містечка
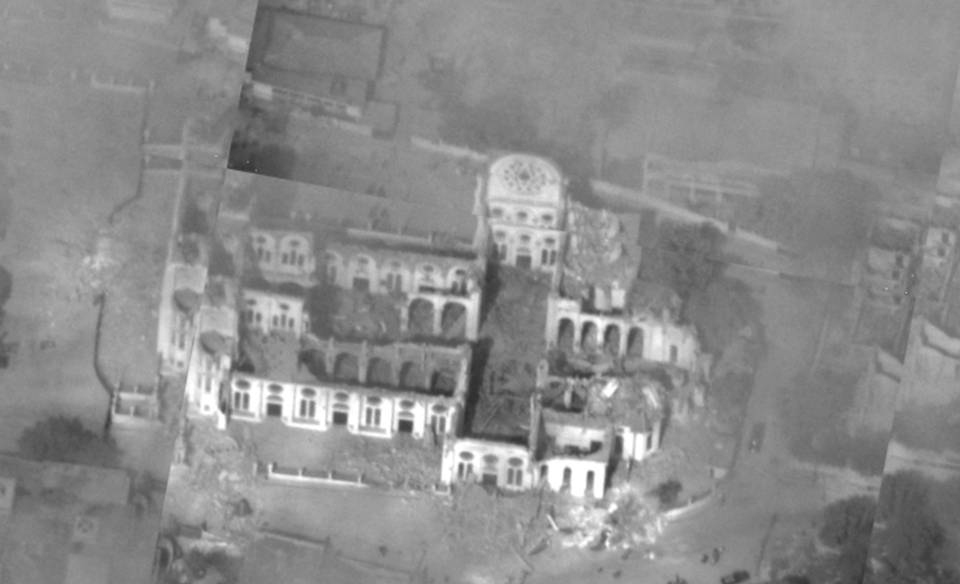
Зруйнований Кафедральний собор Божої матері Порт-о-Пренса

## Рятувальні роботи
Після землетрусу працював тільки аргентинський польовий шпиталь при місії ООН. Всі інші було зруйновано або втратили функціональні можливості внаслідок руйнувань. Аргентинський польовий шпиталь не справлявся з великою кількістю постраждалих. Близько 800 поранених прооперовано. Важкопоранених направляють вертольотами у Санто-Домінго, столицю сусідньої Домініканської республіки. Важка техніка для розбирання завалів майже відсутня. Люди намагаються розібрати завали вручну.
США, Канада, Франція, Іспанія, Куба, Бразилія, Венесуела, Ізраїль, Ісландія, Китай, Тайвань, Росія, Японія, Велика Британія і Туреччина послали на Гаїті команди рятувальників, медиків і вантажі гуманітарної допомоги. Україна теж надає Гаїті різнобічну гуманітарну допомогу.
Летовище Порт-о-Пренса функціонує попри деякі руйнування. До берегів Гаїті направлено кораблі ВМС США.
- 15 січня для розбирання завалів на місце катастрофи направлено ВМС США: 3500 солдатів і 2200 морських піхотинців[16].

Серед місцевого населення наростають настрої відчаю. Через розкладання тисячі трупів існує реальна загроза епідемії.
Наземні служби аеропорту працюють на повну потужність, але все ж не справляються з навантаженням — в аеропорту можуть приземлитися більше літаків, ніж їх здатні прийняти та розвантажити наземні служби.
Продовольчі склади ООН в місті пограбовано.
Президент США Барак Обама пообіцяв допомогу Гаїті у розмірі 100 млн дол.
Куба відкрила свій повітряний простір для літаків США, які прямують до Гаїті і з Гаїті до США. Це зменшує шлях на півтори години.
Гуманітарні організації Франції зібрали 6,5 млн євро пожертв для постраждалих від землетрусу на Гаїті.
- 16 січня вночі стався ще один поштовх магнітудою 4,5 за шкалою Ріхтера[21].

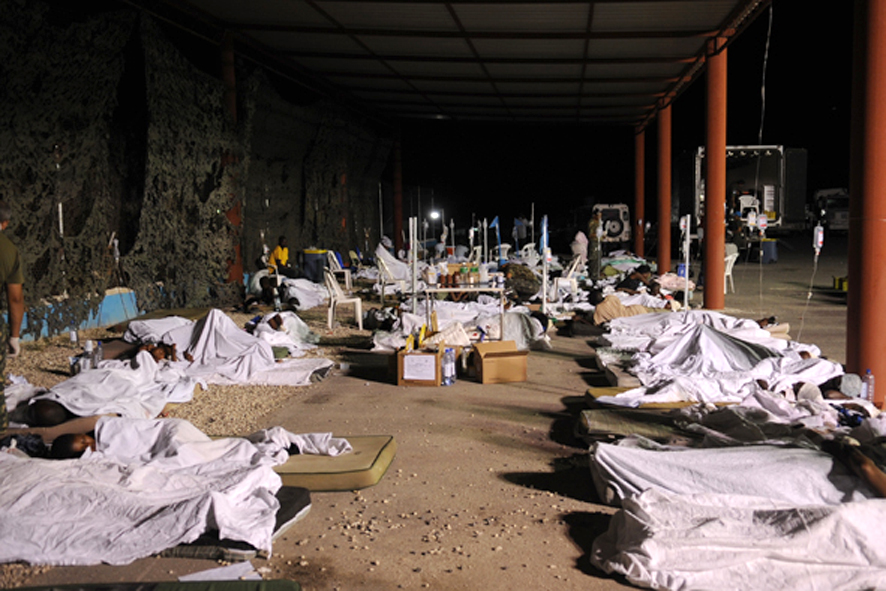
Поранені в таборі бразильської армії
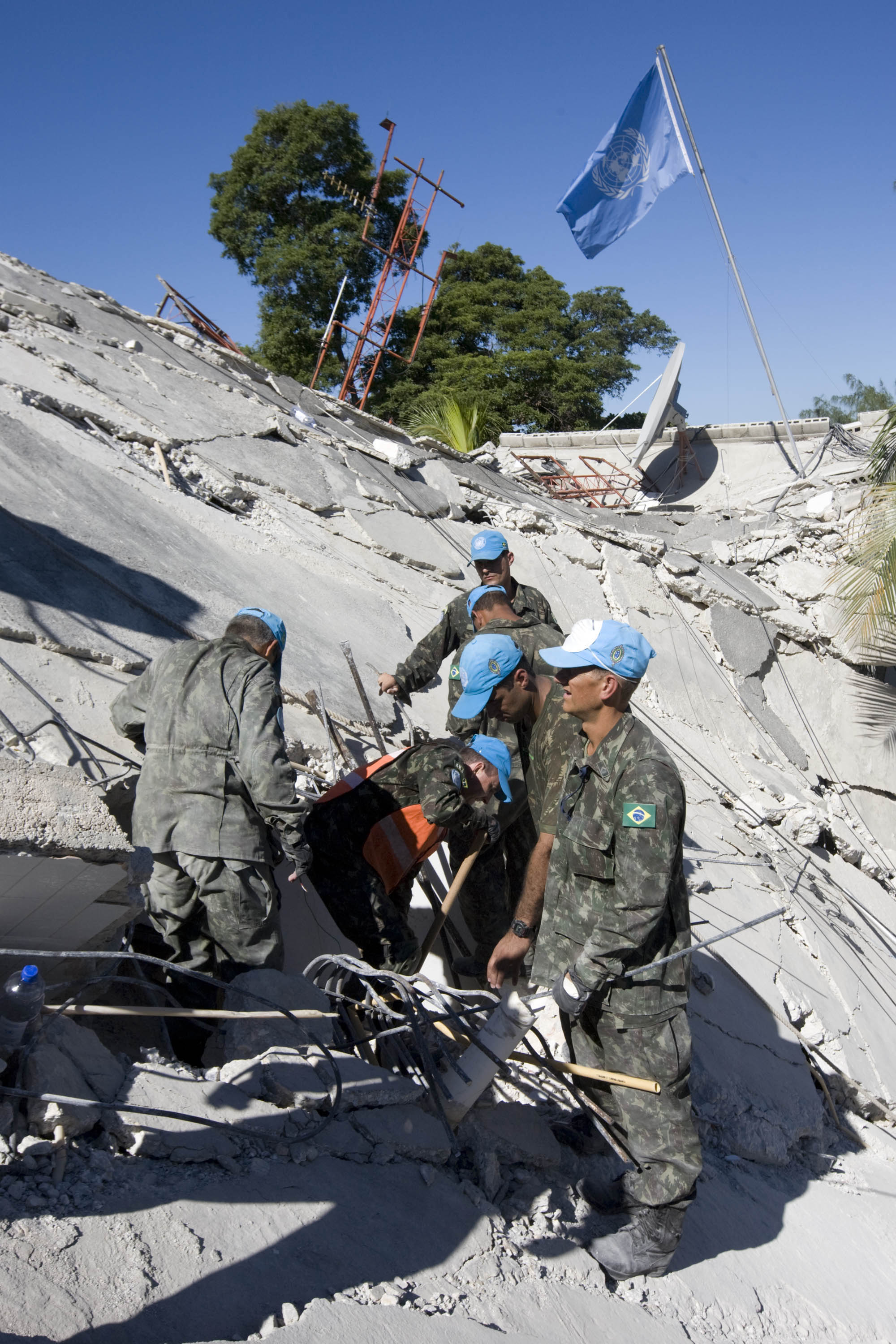
Миротворці місії ООН на Гаїті працюють на завалах
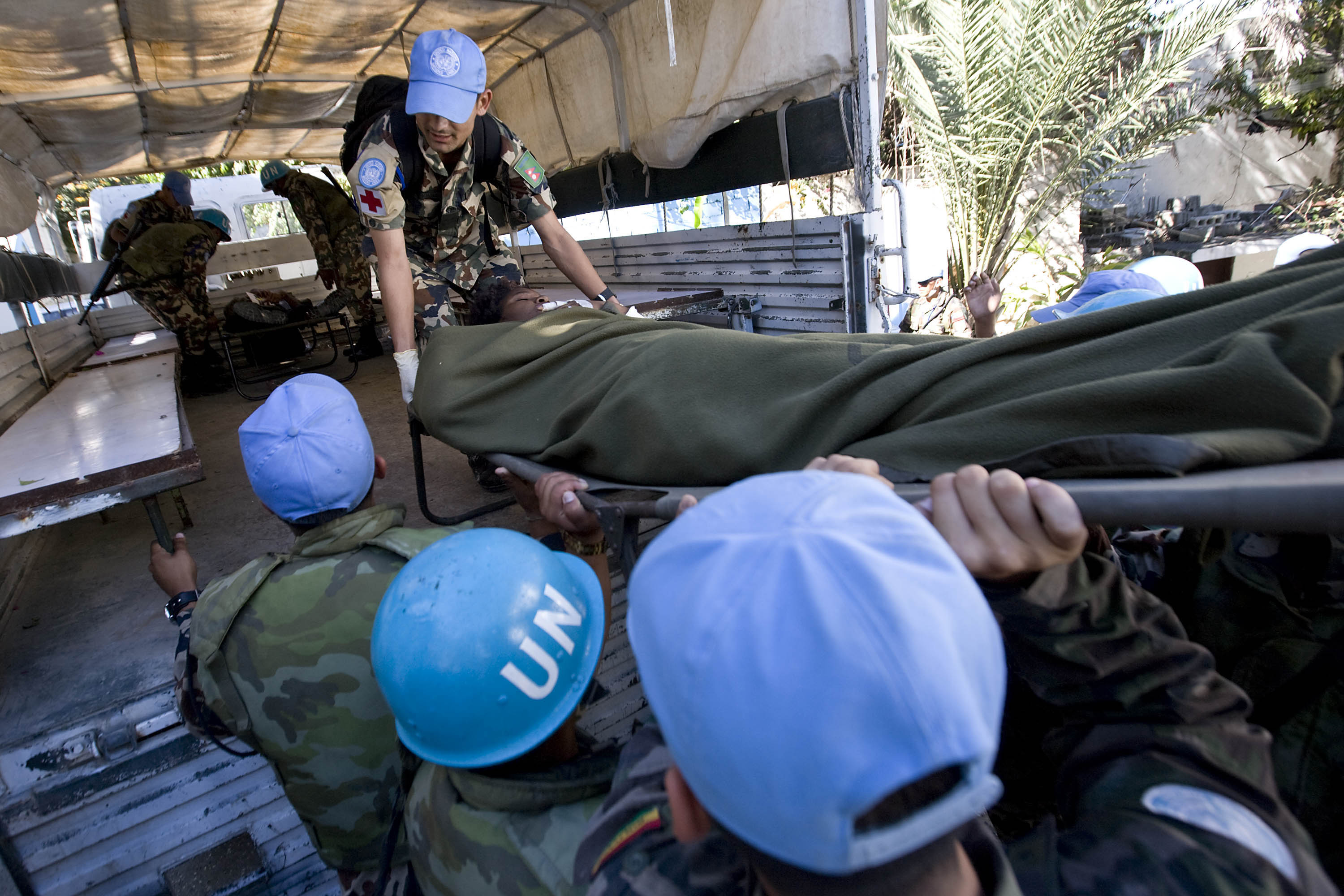
Миротворці місії ООН перевозять пораненого
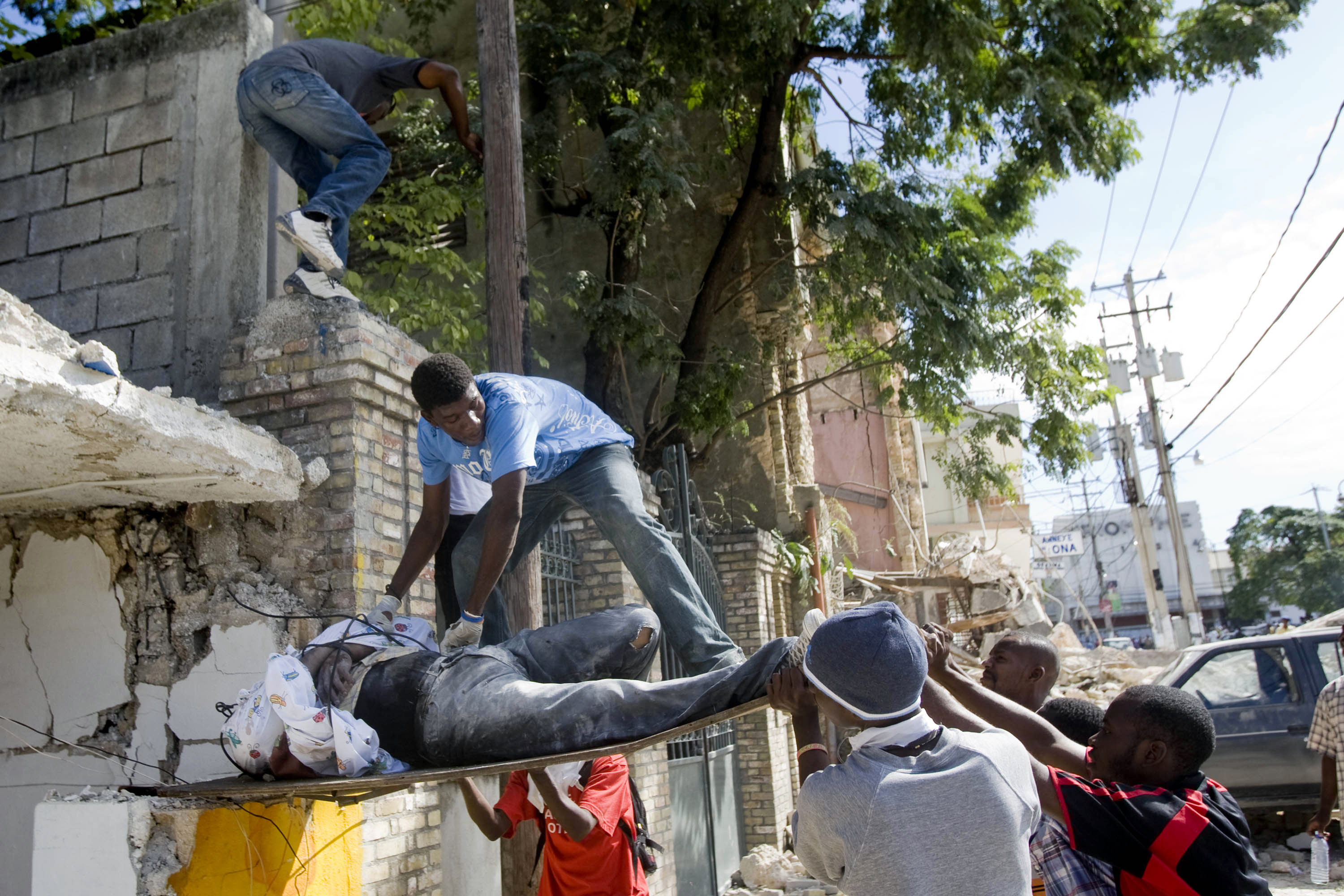
Сил рятувальників не вистачає. Мешканці Гаїті в ролі рятувальників.
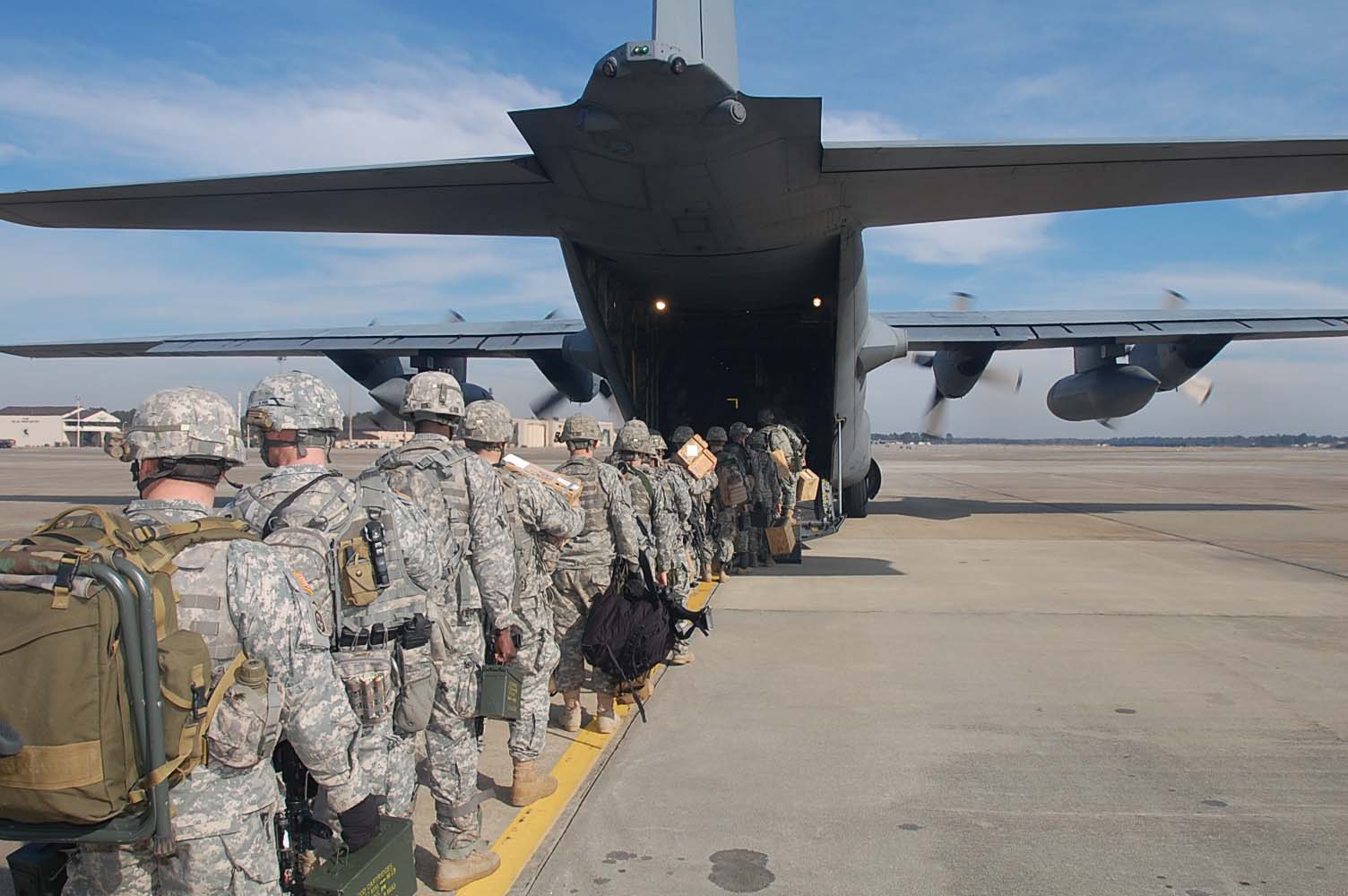
Десантники направляються на Гаїті
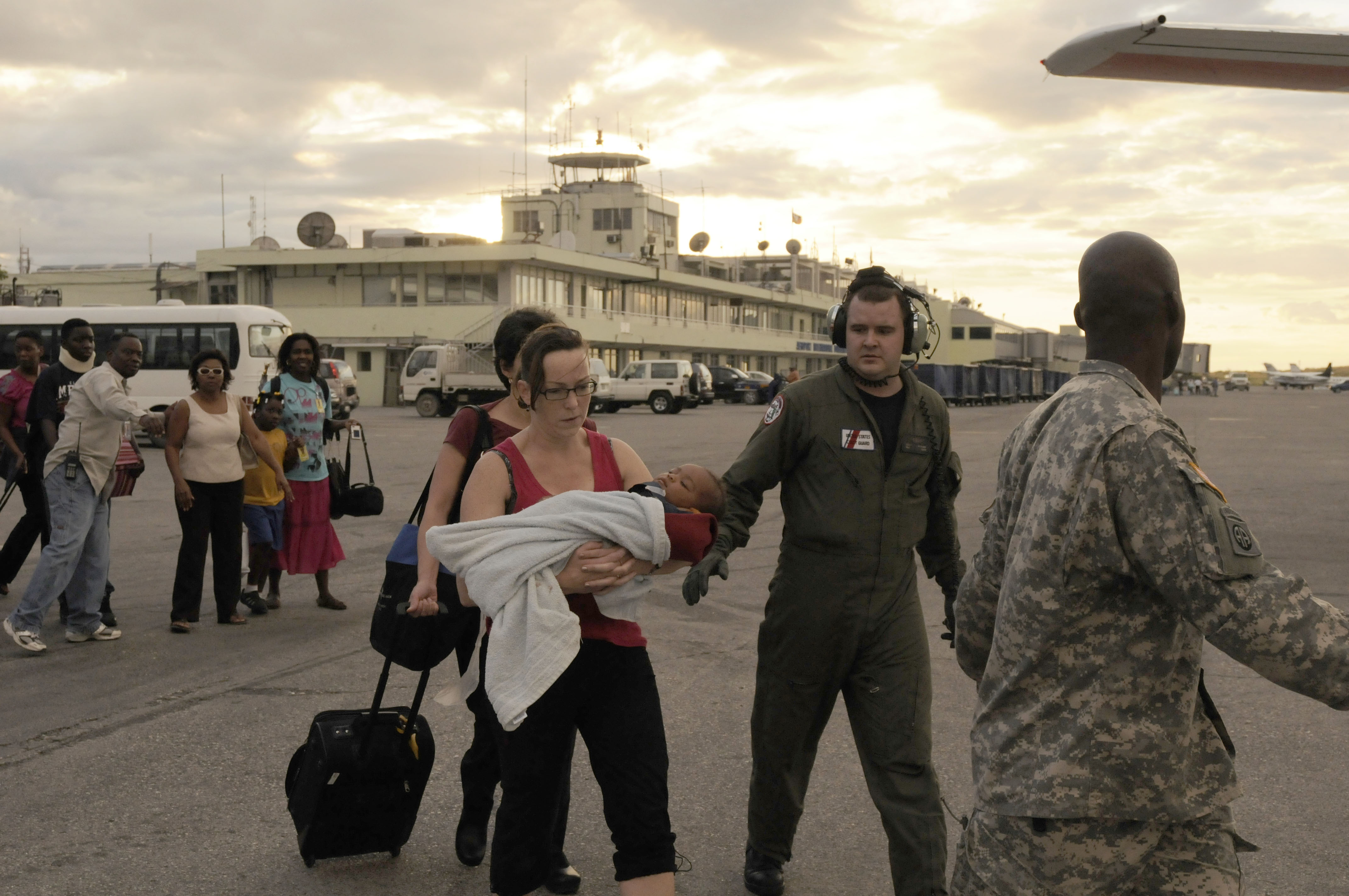
Евакуація американського персоналу, який працював на Гаїті
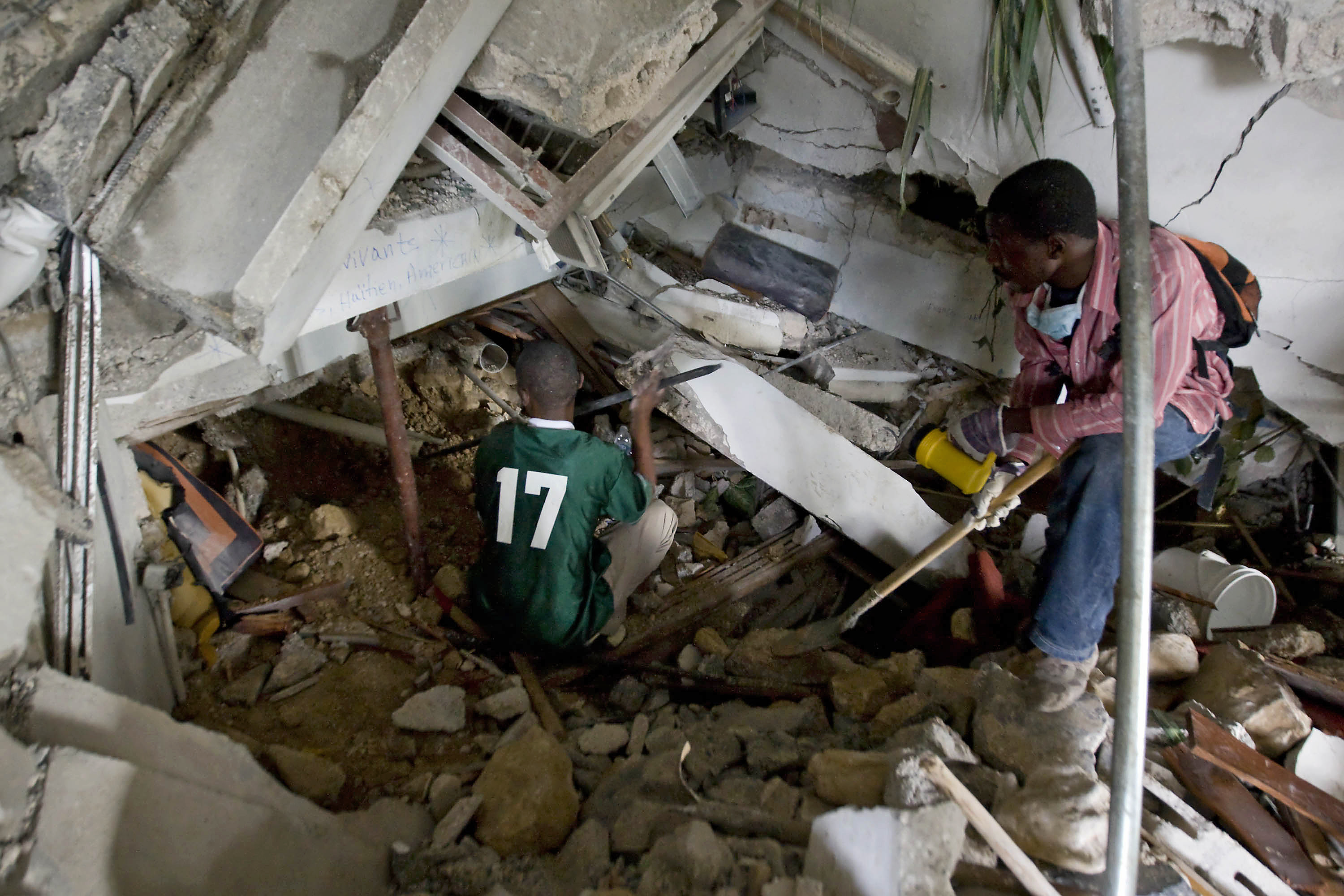
Два мешканці Гаїті за розбиранням завалів
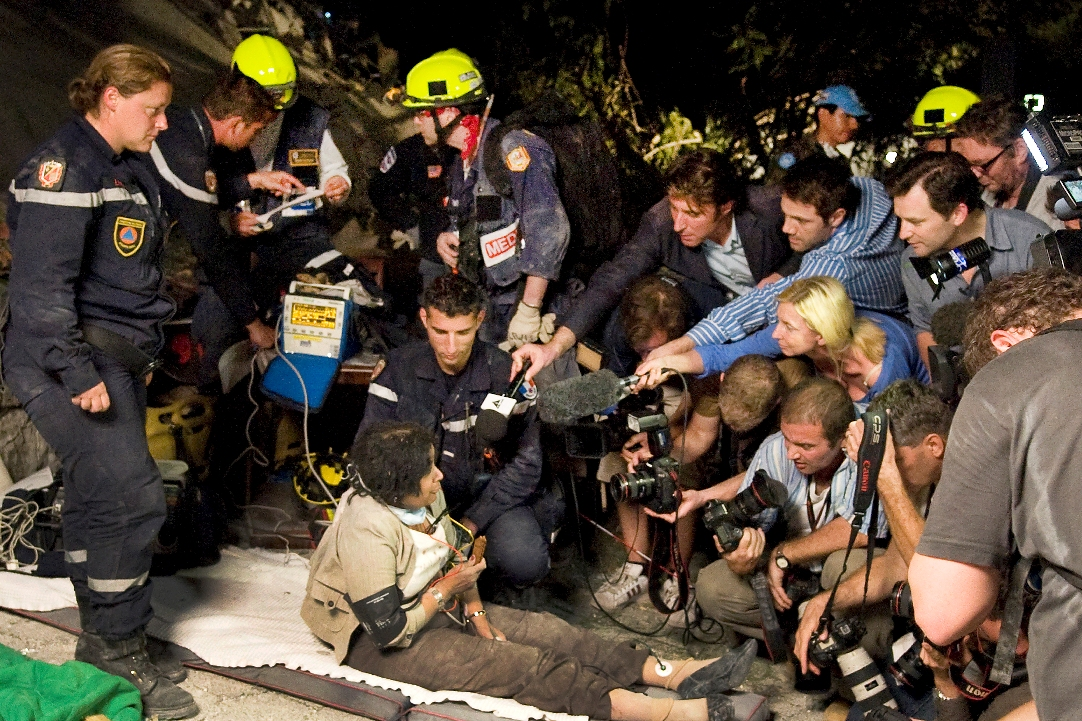
66-літня мешканка Гаїті Сарла Чанд була врятована з-під завалів готелю Montana Hotel, де провела 50 годин